# ヴァイオレット・チャチキ
ヴァイオレット・チャチキ（Violet Chachki、本名：Paul Jason Dardo、1992年6月13日 - ）は、アメリカ合衆国ジョージア州アトランタ出身のドラァグクイーン、モデル、アーティスト。
ル・ポールのドラァグレース第7シーズンの優勝者として知られる。2017年にはジェンダーフルイドとして初めて、イギリスのランジェリーブランドPlayful Promisesのモデルに起用された。